# Фрімонт (Мічиган)
Фрімонт (англ. Fremont) — місто (англ. city) в США, в окрузі Невейго штату Мічиган. Населення — 4516 осіб (2020).

## Географія
Фрімонт розташований за координатами 43°27′50″ пн. ш. 85°57′12″ зх. д. / 43.46389° пн. ш. 85.95333° зх. д. (43.463938, -85.953332).  За даними Бюро перепису населення США в 2010 році місто мало площу 12,23 км², з яких 8,87 км² — суходіл та 3,36 км² — водойми.

## Демографія
Згідно з переписом 2010 року, у місті мешкала 4081 особа в 1781 домогосподарстві у складі 1107 родин. Густота населення становила 334 особи/км².  Було 1968 помешкань (161/км²).
Расовий склад населення:
| - 94,5 % — білих - 1,1 % — азіатів - 0,5 % — чорних або афроамериканців - 0,3 % — корінних американців - 0,1 % — вихідців з тихоокеанських островів - 2,2 % — осіб інших рас |

До двох чи більше рас належало 1,3 %. Частка іспаномовних становила 4,6 % від усіх жителів.
За віковим діапазоном населення розподілялося таким чином: 25,1 % — особи молодші 18 років, 55,5 % — особи у віці 18—64 років, 19,4 % — особи у віці 65 років та старші. Медіана віку мешканця становила 39,5 року. На 100 осіб жіночої статі у місті припадало 80,9 чоловіків;  на 100 жінок у віці від 18 років та старших — 77,4 чоловіків також старших 18 років.
Середній дохід на одне домашнє господарство  становив 56 288 доларів США (медіана — 50 161), а середній дохід на одну сім'ю — 64 508 доларів (медіана — 57 917). За межею бідності перебувало 15,2 % осіб, у тому числі 17,5 % дітей у віці до 18 років та 10,4 % осіб у віці 65 років та старших.
Цивільне працевлаштоване населення становило 1690 осіб. Основні галузі зайнятості: освіта, охорона здоров'я та соціальна допомога — 23,4 %, виробництво — 16,0 %, роздрібна торгівля — 12,3 %, науковці, спеціалісти, менеджери — 11,1 %.